# 周绿云
周绿云 (英語：Irene Chou，1924年1月31日—2011年7月1日）是香港新水墨运动中最引人注目的艺术家之一。作为香港新水墨运动的领军人物，她走在将传统水墨画引进当代艺术领域的前沿。她在水墨画创作取得的成就有区域性和国际性的影响，使现代水墨画引进国际画坛。

## 早期生活
周绿云出生于上海，在圣约翰大学修读经济学。 1945年大学毕业后，她在上海的《和平日报》任记者，后移居台湾台北，并于1949年移居香港。出生上海书香门第，妈妈是职业书法家，教授幼年的周绿云绘画。 1954年，周绿云随岭南画派著名画家赵少昂研习传统中国画。她早年的传统山水和花鸟画基本功扎实，气韵鲜活。她长年修炼气功，而所做绘画与日常修炼正可互相印证。  她早年受到色彩明快的中国戏曲人物风俗画之影响。多年学习书法的经历也使其保留中国书画笔墨的意趣，而石鼓文对她的影响尤其深远。 尽管早年接受传统中国画之山水和花鸟画训练，她逐渐锐意求新，画风渐离岭南派风格影响，开始尝试不同的技法、颜料和新的视觉元素。

## 成名
在二十世纪六十年代后期，周绿云开始接触抽象表现主义。受导师兼艺术同行吕寿琨和早前的岭南画派风格所提倡的前卫的艺术理论和水墨画作品的启发下，她广泛尝试以不同的技巧实验创作，使用多种颜料作画，包括油彩、丙烯、水彩等。Kathy Zhang认为，吕寿琨的许多学生受其影响，致力于在创作中结合西方艺术和中国艺术。 七十年代，周绿云的绘画中可见其探索“泼墨”、“层墨”、“点墨”等皴法笔墨技巧。而她的激霰皴尤为著名，具有代表性，常见于其抽象画中，可以代表八十年代香港新水墨风格的突出成就。通过绘画，她试图将西方艺术和中国画的元素交融并包，同时向传统的中国艺术致敬。 她还曾代表香港参与联合国妇女解放活动。、

## 風格轉變
1975年和1978年，周绿云的导师吕寿琨和丈夫相继去世，此后她的画风大变。亲人离开的创伤给了她巨大的创作的能量，画风转向大胆和自如。从这段时期的作品可见，抽象表现主义、新儒学和佛道思想都影响她的创作。 她八十年代的作品展现表香港新水墨运动所推崇的风格，结合不同的独特笔墨技法。如其自创的绘画技法“激霰皴”——以繁密短小的笔触，营造轻快而猛烈的潵溅效果；还包括其七十年代后期自创的“重墨画”风格。她在薄薄的宣纸的纸面和纸背以墨渲染若干次，细心地层积创造墨色的层次和厚度，直至浓黑而柔和的重墨聚集呈现在画面。 八十年代时期，她多次获奖，成为香港艺术界的重要人物。
67岁时周绿云因為中风，導致其曾經出現危害生命的跡象。在康复治疗后她移居澳大利亚布里斯班，以更接近其儿子的居所。此后的十年里，她时常在深邃的背景下描绘对重生景象的想象。 在此后的艺术生涯，她除了研习佛教外还对原住民艺术产生兴趣。画面多深邃暗沉，她表示自己并不像其他艺术家那样抗拒使用黑色，而黑色是她个体的一部分。 在21世纪初期，她的画作引入更多对比色，变得更鲜亮。周绿云在布里斯班去世，享年87岁。
她的作品被不同的藝術及博物館收藏，當中包括了大英博物館及香港中文大學文物館。